# Niphanda marcia
Niphanda marcia är en fjärilsart som beskrevs av Fawcett 1904. Niphanda marcia ingår i släktet Niphanda och familjen juvelvingar. Inga underarter finns listade i Catalogue of Life.